# Great Magazine of Timepieces
Great Magazine of Timepieces oder GMT ist eine seit 2000 erscheinende, auf Uhren spezialisierte Schweizer Zeitschrift. Chefredakteur ist Brice Lechevalier.

## Beschreibung
Die Zeitschrift ist ein Kundenmagazin, das viermal jährlich in zwei zweisprachigen Versionen (Französisch/Englisch und Deutsch/Englisch) erscheint. Zusätzlich werden zwei Sonderausgaben aufgelegt. GMT kann im Einzelverkauf am Kiosk erworben werden. Ausserdem wird es kostenlos verteilt.
Es wird vom Verlag GMT Publishing herausgegeben, der sich im Besitz von Edipresse und Brice Lechevalier befindet. Seit 2013 ist die GMT von WEMF zertifiziert. Die Auflage betrug 2018 demnach 24624 Exemplare.

## Geschichte
Im Jahr 2000 wurde die erste Ausgabe der GMT an der Baselworld, der weltgrößten Uhrenmesse, vorgestellt.
Seit der Lancierung im Jahr 2000 erhalten die Schweizer Abonnenten der Financial Times alle GMT-Ausgaben.
Im Jahr 2002 veröffentlichte GMT erstmals im Ausland, in Form der GMT Belux (Belgien-Luxemburg). Später folgten zahlreiche internationale Ausgaben.  Im Jahr 2007 beschlossen die Gründer, ihre Anteile zu verkaufen, während sie weiterhin an der Veröffentlichung des Magazins beteiligt sind.
Im Jahr 2009 verließ Pierre Jacques das Unternehmen. Im Jahr 2012 wurde Brice Lechevalier wieder Aktionär der GMT, gleichberechtigt mit der Familie Lamunière, Eigentümerin der Edipresse-Gruppe.
GMT ist seit 2012 der offizielle Verleger des Katalogs für den Grand Prix d’Horlogerie de Genève.
2014 wurden die GMT und zwei weitere Medien, in der Firma GMT Publishing Sàrl. zusammengefasst. 2016 wurde GMT Middle East mittels einer Franchise mit Fadi Jamil aus Dubai negründet. Seit 2019 erscheint GMT Africa in Zusammenarbeit mit dem Unternehmen Hole19 Group aus Nigeria.

## Sonderausgaben
GMT Lady & Jewellery ist ein Magazin, das sich ausschliesslich mit Damenuhren und der Juwelierkunst befasst.
Das 2013 gegründete Magazin GMT XXL World ist die internationale Version von GMT. Es wird mit 100 000 Exemplaren in englischer Sprache aufgelegt und in über 80 Ländern verteilt. Jedes Jahr wird es zeitgleich mit der Monaco Yacht Show lanciert.
Das Magazin wird ausserdem von September bis Mai auf allen grösseren Uhrenmessen, einigen Sportveranstaltungen oder Jetset-Events verteilt.
Seit 2002 gibt  GMT ausserdem das XXL-Format in verschiedenen Ländern wie Russland, Ukraine, USA, Frankreich und den Benelux-Ländern heraus.